# Bindungselektron
Bindungselektronen sind die Elektronen, die an einer kovalenten Bindung beteiligt sind. Im Gegensatz dazu bezeichnet man Elektronen der äußeren Schale eines Atoms, die nicht an einer solchen Bindung beteiligt sind, als freie Elektronen.
Beispiel:
Das Stickstoff-Atom im Ammoniak-Molekül (NH3) bildet drei Elektronenpaarbindungen zu Wasserstoff-Atomen aus. Hier handelt es sich um sechs Bindungselektronen in drei kovalenten Bindungen (Elektronenpaarbindungen). Ein Elektronenpaar des Stickstoff-Atoms ist nicht daran beteiligt. Es wird als nicht bindendes Elektronenpaar bezeichnet.
Nur Valenzelektronen können Bindungselektronen sein.